# DANA (Geschütz)

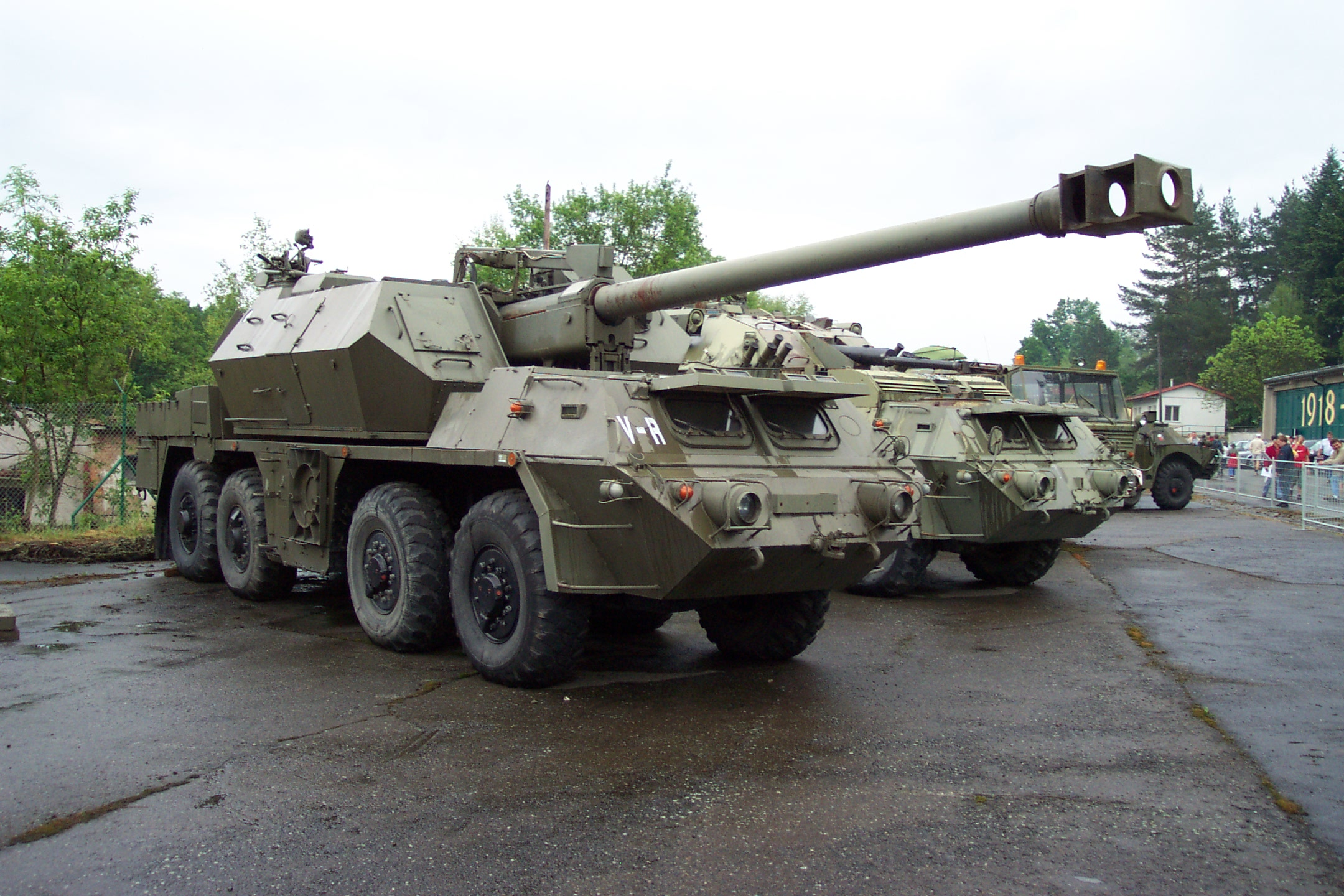
Der DANA-Prototyp Ondava in einem Museum

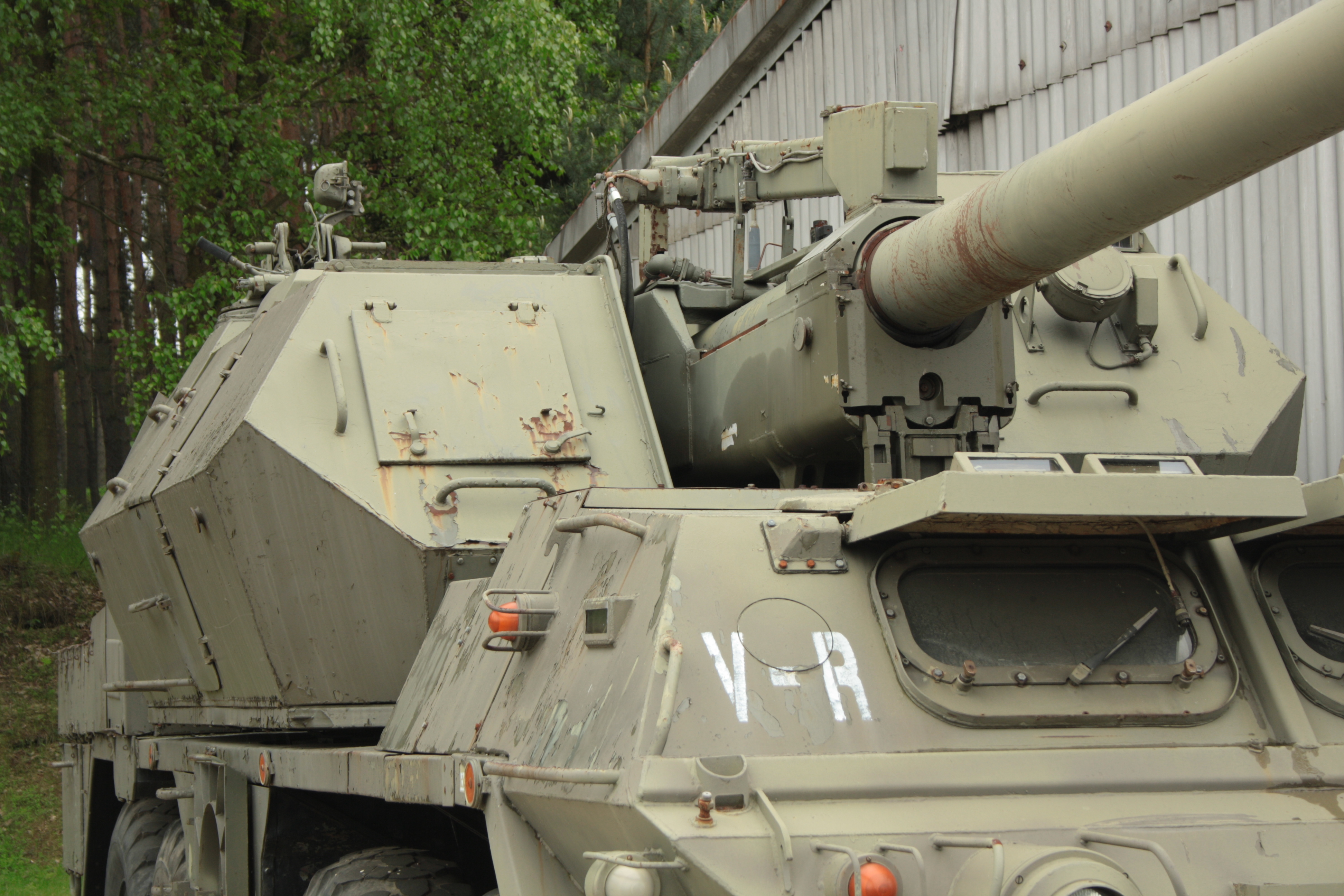
Der Turm des Prototyps

Die DANA ist eine Radhaubitze der Feldartillerie aus tschechoslowakischer Produktion, die seit den 1980er-Jahren in modernisierten Varianten zur Verfügung steht. Das Akronym steht für Dělo Automobilní Nabíjené Automaticky, auf Deutsch: Selbstfahrlafette mit Ladeautomat.

## Fahrzeug
DANA ist eine Selbstfahrlafette auf einem Radgestell. 1980 wurde das Fahrzeug erstmals der Öffentlichkeit vorgestellt. Zwar entsprach das Kaliber mit 152 mm dem Standard der Warschauer Vertragsorganisation, dennoch war die tschechoslowakische Volksarmee stets bestrebt, eigene Fahrzeuge zu produzieren, um nicht gänzlich von sowjetischen Waffenimporten abhängig zu sein. Die Anforderungen entsprachen dem Kampffeld, auf dem DANA mögliche Gefechte austragen sollte. Da der Warschauer Vertrag von einem Krieg im infrastrukturell gut ausgebauten Mitteleuropa ausging, wurde das Radfahrzeug als Grundlage gewählt. DANA war zu ihrer Entstehungszeit die mit Abstand schnellste Panzerhaubitze der Welt. Mit ihrem Radfahrwerk erreicht sie Geschwindigkeiten bis zu 80 km/h.
Eine slowakische Weiterentwicklung ist das Artilleriesystem Zuzana, das neben der slowakischen Armee auch von den zyprischen Streitkräften verwendet wird.

## Technik

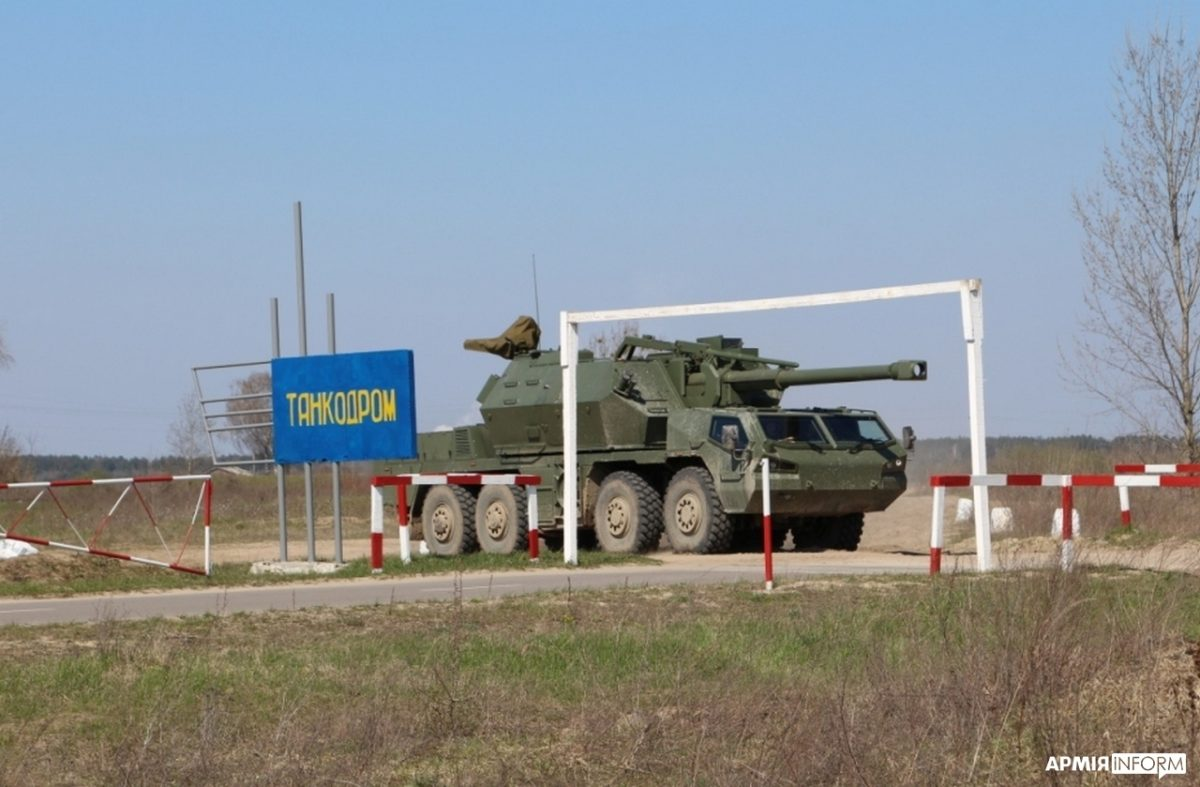
DANA M2 beim Test durch die ukrainischen Streitkräfte im Jahre 2021

Grundlage für das Fahrzeug ist der 8×8-Lkw Tatra 815. Er verbindet einen starken Motor mit hoher Beweglichkeit und Geländegängigkeit. Als Aufbau erhielt DANA einen Drehturm, in dem die Haubitze untergebracht war. Zum Feuern werden Stützen ausgefahren, die das Fahrzeug stabilisieren. Für den Nahkampf und die Flugabwehr führt DANA ein turmlafettiertes 12,7-mm-MG mit sich. DANA ist rundum gegen Splitter- und Handfeuerwaffenwirkung gepanzert.
Das Rüstungsunternehmen Excalibur in Šternberk stellte 2018 die modernisierte Variante DANA M2 (neue Kabine, modernisiertes Feuerleitsystem, Navigation, Diagnose, Kommunikation) vor, von der die Ukraine 2022 26 Fahrzeuge samt Munition bestellte.

## Technische Daten

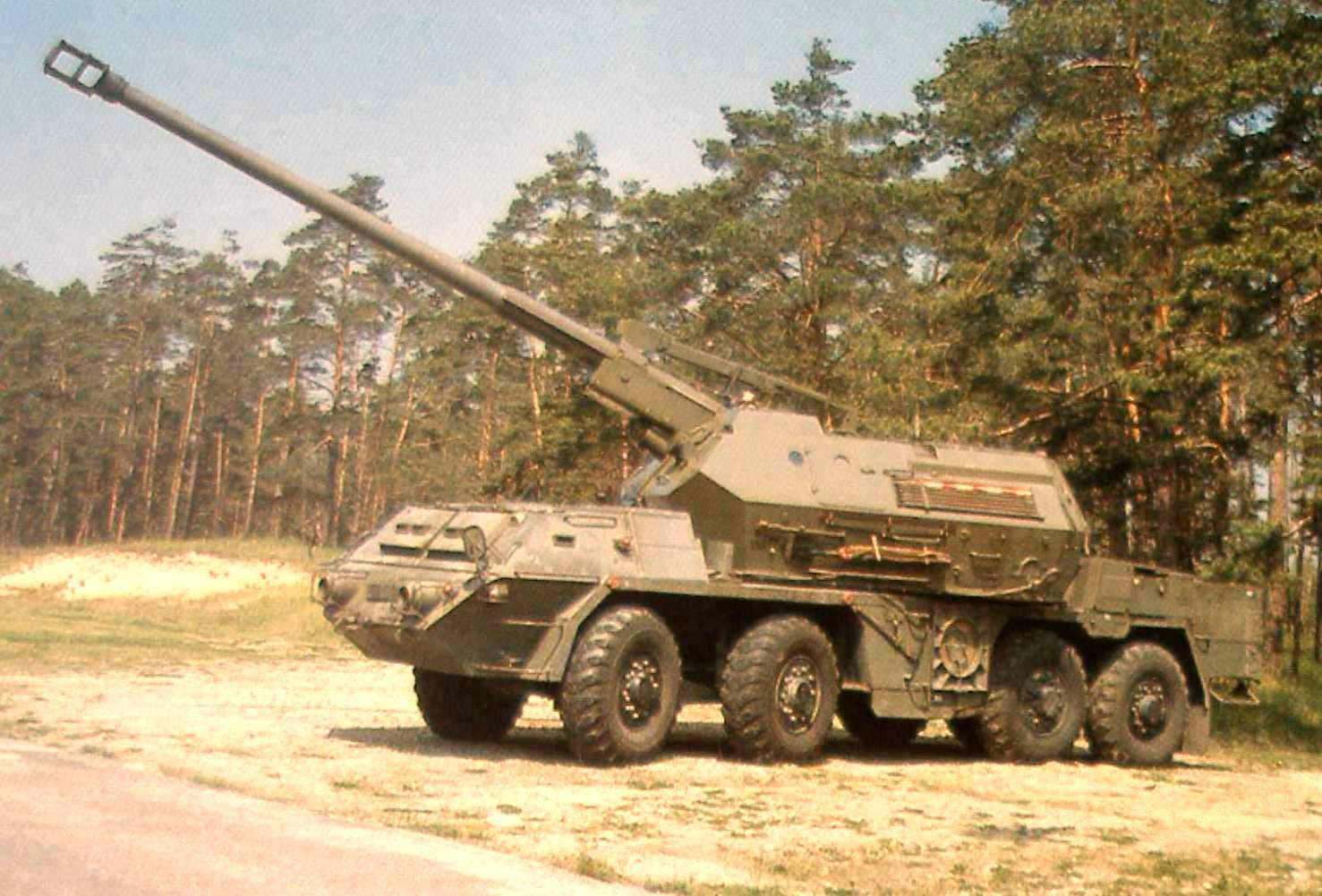
DANA der slowakischen Armee

| Kenngröße             | Daten                            |
| --------------------- | -------------------------------- |
| Kaliber               | 152 mm                           |
| Gewicht               | 29.500 kg                        |
| Länge                 | 10,50 m                          |
| Breite                | 3,00 m                           |
| Höhe                  | 2,85 m                           |
| Fahrbereich           | 600 km                           |
| Motor                 | V12-Dieselmotor Tatra mit 345 PS |
| Höchstgeschwindigkeit | 80 km/h                          |
| Besatzung             | 5                                |

## Kampfeinsätze
Georgien setzte die Selbstfahrlafette im Kaukasuskrieg 2008 ein. Dabei wurden zwei DANAs zerstört und drei oder vier Geschütze erbeutet.
Polen setzte das Geschütz im Krieg in Afghanistan ein. 2008 stationierte Polen fünf DANAs in der Provinz Ghazni.
Aserbaidschanische DANA-Geschütze kamen beim Krieg um Bergkarabach 2020 gegen Armenien zum Einsatz.
Im Russisch-Ukrainischen Krieg setze die Ukraine DANA-Geschütze ein. Laut dem Oryx-Blog verlor die Ukraine bis Dezember 2024 mindestens fünf DANA-Geschütze.

## Nutzer
- Aserbaidschan
- Libyen
- Georgien
- Polen
- Slowakei
- Tschechien
- Ukraine